# Menesia fasciolata
Menesia fasciolata är en skalbaggsart som först beskrevs av Aurivillius 1922.  Menesia fasciolata ingår i släktet Menesia och familjen långhorningar. Inga underarter finns listade i Catalogue of Life.